# Arslanbob

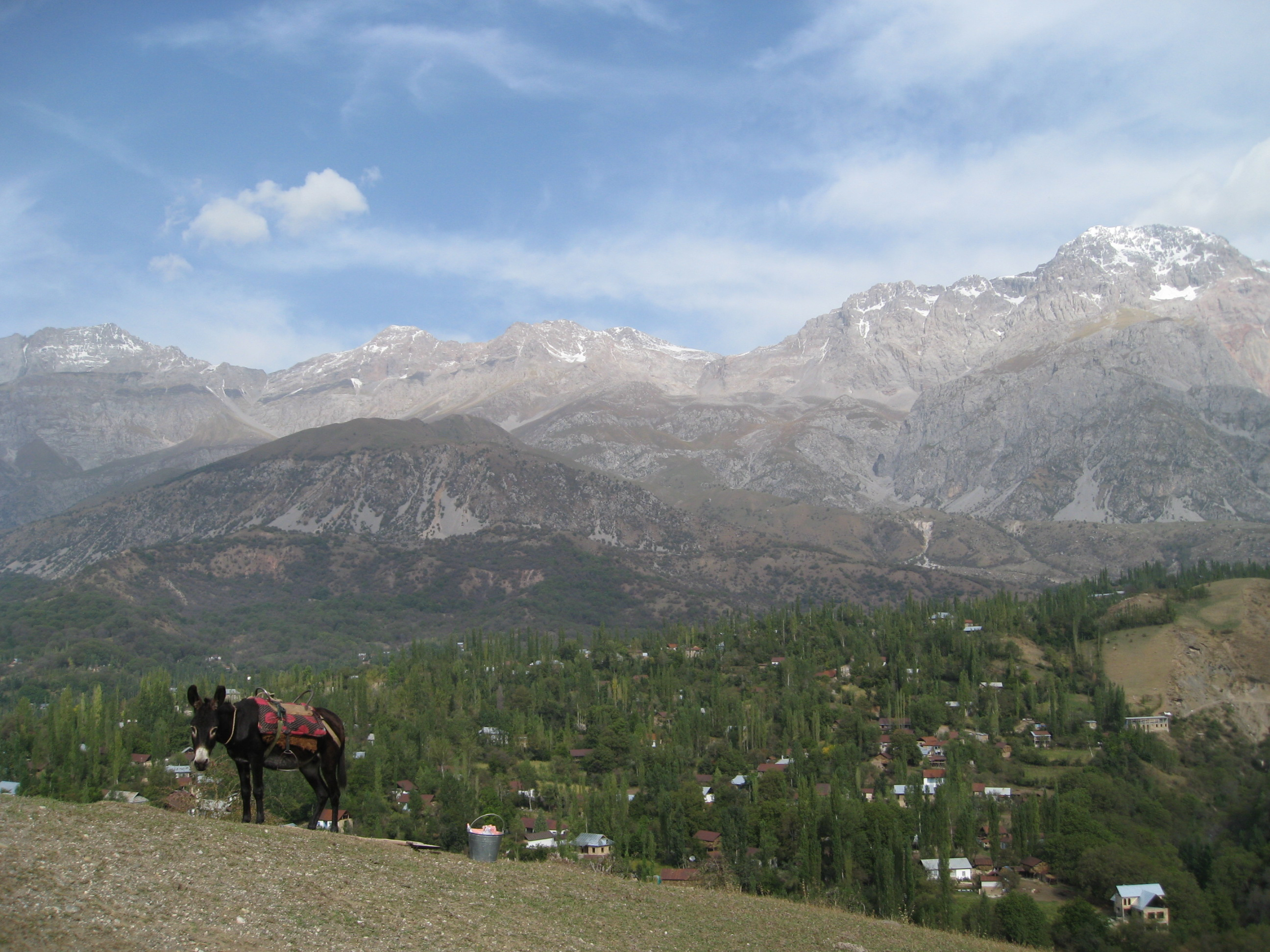

Arslanbob (kirgisisch Арстанбап Arstanbap; usbekisch Arslonbob) ist ein Dorf in dem Oblus Dschalal-Abad im Westen Kirgistans. Das Dorf, in dem im Jahr 2009 11.291 Menschen lebten, ist wegen ihrer umliegenden Wasserfälle und des Walnussanbaus bekannt.

## Lage
Arslanbob liegt im Westen Kirgistans, in einer sehr gebirgigen Region. Auf einer Höhe von 1600 Metern über dem Meeresspiegel gelegen, ist Arslanbob von höheren Gipfeln umgeben, vor allem dem Baubaschata mit einer Höhe von 4427 Metern.
Circa 30 Kilometer westlich der Stadt befindet sich die Grenze zu Usbekistan. Die kirgisische Hauptstadt Bischkek im Norden des Landes ist 219 Kilometer entfernt.

## Geschichte
Die Geschichte der Ortschaft ist eng mit der Geschichte des Walnussanbaus verwoben. Die Walnuss gilt als erstes Exportgut der Region nach Europa. Über das Alter der Wälder herrscht Uneinigkeit. Es gibt Vermutungen, denen zufolge die Wälder bereits zur Zeit Alexander des Großens existierten und dass Alexander persönlich Walnüsse aus Arslanbob mitnahm und sie in Griechenland kultivierte. Andere behaupten, die riesigen Wälder in ihrer heutigen Form seien vor circa 1000 Jahren entstanden. Eine Sage erzählt, dass ein Gesandter des Propheten Mohammeds nach dem Paradies auf Erden suchte und in Arslanbob fündig wurde. Nur Bäume sollen gefehlt haben, also gab Mohammed ihm Samen für Walnussbäume, die sein Vertreter in Arslanbob anpflanzte und somit den Walnuss-Anbau in die Region brachte.
Die Fläche der Anbaugebiete betrug in der Vergangenheit bis zu 630.900 Hektar, heute sind es circa 11.000 Hektar. Der Rückgang liegt vor allem an der Viehwirtschaft in der Region, die durch Abholzungen der Wälder neue Weideflächen schuf.

## Wirtschaft
Zentral für die Wirtschaft Arslanbobs ist die Walnuss. Die umliegenden Walnusswälder sind die größten ihrer Art auf der ganzen Welt. An der Ernte im September und Oktober sind die meisten Einwohner der Stadt beteiligt. Nach der Ernte werden die Walnüsse entweder auf dem lokalen Markt verkauft oder exportiert.

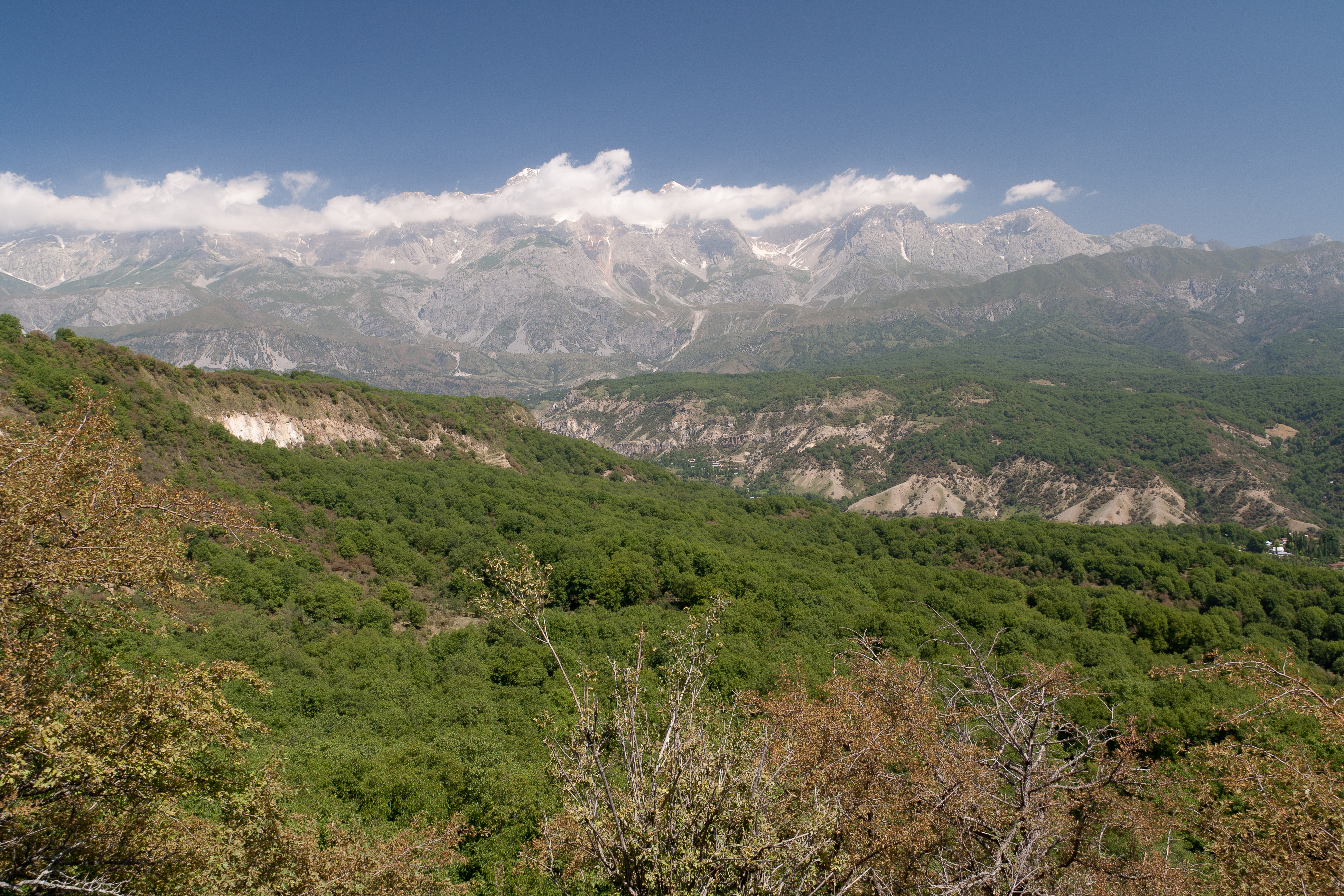
Wälder von Walnussbäumen

Außerdem hat Arslanbob einen lebendigen Markt und einen regen Busverkehr.

### Tourismus
Arslanbob zählt zu den beliebtesten Reisezielen in Kirgistan. Die Walnusswälder laden zum Wandern ein und auch die Wasserfälle rund um Arslanbob sind bei Touristen beliebt. Auch Skifahren ist in Arslanbob möglich, wobei allerdings kaum Infrastruktur für Skifahrer vorhanden ist.